# Мовсесян, Саркис Артюшевич
Сарки́с Артю́шевич Мовсеся́н (арм. Սարգիս Արտյուշի Մովսեսյան; 10 июля 1984, Ереван, Армянская ССР, СССР) — армянский футболист, нападающий.

## Биография
Профессиональную карьеру игрока начал в 20 лет в клубе «Киликия». В 2007 году его заприметили селекционеры столичного «Арарата». В составе гранда армянского футбола Мовсесян провёл два сезона, так и не сумев закрепиться в основном составе Перед чемпионатом 2009 года вернулся обратно в «Киликию». В составе клуба провёл полтора сезона. За это время Мовсесян вернул себе ту форму, в которой он находился до перехода в «Арарат». В сезоне 2010, в период летнего трансферного окна перешёл в аштаракскую «Мику», заключив полугодичный контракт с клубом. Доиграв сезон покинул клуб. В конце декабря стало ясно, что Мовсесян подписал контракт с капанским «Гандзасар», в котором пост главного тренера занял знакомый по руководству в «Киликии» Абраам Хашманян. Но в тренерскую тактику Мовсесян попадал крайне редко вследствие чего в летнее трансферное окно клуб с игроком расторгнули контракт по обоюдному желанию. Во-второй половине августа в СМИ появилась информация оповестившая об окончании игровой деятельности Мовсесяна.

## Личная жизнь
Саркис Мовсесян является внуком заслуженного мастера спорта Арутюна Кегеяна и сыном бывшего игрока «Арарата» Артюши Мовсесяна.

## Достижения
«Арарат» (Ереван)
- Серебряный призёр чемпионата Армении: 2008
- Обладатель Кубка Армении: 2008
- Финалист 'Кубка Армении: 2007